# Hans van Abeelen
Hans van Abeelen (n. 20 noiembrie 1936, Enschede, Țările de Jos - d. 21 august 1998, Enschede, Țările de Jos) a fost primul genetician comportamental neerlandez. El a primit lui obținut său M.Sc de la Universitatea din Groningen și a lui doctoratul de la Universitatea Radboud Nijmegen în 1965, unde a rămas pentru tot restul carierei sale ca "wetenschappelijk hoofdmedewerker". El a fost un membru fondator al Behavior Genetics Association⁠(en)[traduceți] si a servit pe colegiul de redacție al revistei Behavior Genetics de la crearea sa în 1971 până în 1992. Van Abeelen luat de pensionare anticipată în 1991, dar a devenit cu toate acestea unul dintre membrii fondatori ai International Behavioural and Neural Genetics Society⁠(en)[traduceți]. De-a lungul durata carierei sale, el a publicat 64 de articole și capitole de carte și editat o carte, The Genetics of Behaviour, care a fost un prim gasiti a genetica de comportament Europene. Potrivit Web of Science⁠(en)[traduceți], munca sa a fost citată de aproape 900 de ori și are un h-index de 17.

## Publicații notabile
- van Abeelen, J. H. F. (septembrie 1989). „Genetic control of hippocampal cholinergic and dynorphinergic mechanisms regulating novelty-induced exploratory behavior in house mice”. Experientia. 45 (9): 839–45. doi:10.1007/BF01954058. PMID 2570714.
- van Abeelen, J. H. F. (1964). „Mouse mutants studied by means of ethological methods”. Genetica. 34: 79. doi:10.1007/BF01664181.
- van Abeelen, J. H. F. (1966). „Effects of genotype on mouse behaviour”. Animal Behaviour⁠(d). 14 (2): 218–25. doi:10.1016/S0003-3472(66)80075-1. PMID 6006025.